# Pomalidomida
Pomalidomida es un medicamento derivado de la talidomida que se emplea en el tratamiento del mieloma múltiple. Fue autorizada su comercialización el 5 de agosto de 2013 por la Agencia Europea de Medicamentos.

## Indicaciones
La pomalidomida asociada a dexametasona está indicada para tratar a pacientes afectados de mieloma múltiple resistente o recidivante, cuando la enfermedad no ha respondido o ha recidivado tras tratarse con otros fármacos, como lenalidomida y bortezomib.

## Posología y forma de administración
Se administra a una dosis de 4 mg al día por vía oral, durante ciclos consecutivos de 21 días de tratamiento y 7 sin medicación.

## Efectos secundarios
Uno de los más importantes es la disminución de leucocitos en sangre (leucopenia). Posee la capacidad de ocasionar malformaciones congénitas en el feto cuando se le administra a mujeres embarazadas, por lo que antes y durante el tratamiento deben asegurarse los métodos anticonceptivos adecuados en mujeres de edad fértil.